# Dorytomus annae
Dorytomus annae (лат.) — вид жуков-долгоносиков рода Dorytomus (Curculionidae). Питается на растениях вида чозения из семейства ивовых. Обитает на Дальнем Востоке России (Камчатский край, Магаданская область, Приморский край).

## Описание
Мелкие жуки-долгоносики, длина от 3,0 до 3,6 мм. Основная окраска тела красновато-коричневая; лапки светлее, рыжеватые. На передних голенях один вершинный зубец. Бёдра в средней части с небольшим зубцом. Имеют вытянутую и умеренно изогнутую головотрубку. Головотрубка заметно отделена от лба небольшим понижением и на одну треть длиннее переднеспинки. Усики коленчатые. Тело покрыто узкими чешуйками. Коготки ног простые и широко расставленные. Вид был впервые описан в 1976 году советским и российским энтомологом Борисом Александровичем Коротяевым.